# Cee Lo Green
Cee Lo Green, született Thomas DeCarlo Callaway (Atlanta, 1975. május 30. –) Grammy-díjas amerikai zenész, dalszerző, előadóművész, rapper és zenei producer.

## Pályafutása
Thomas DeCarlo Callaway 1975. május 30-án született Atlantában, Georgia államban. Szülei lelkészek voltak, zenei karrierje a helyi gyülekezetben indult. Édesapját kétévesen, édesanyját 18 éves korában veszítette el. Anyjáról pályafutása során több dalszövegében is megemlékezett.

### Goodie Mob
Az atlantai Dungeon Family rapper-hiphop supergroup, amelyből többek közt az Outkast is létrejött, adta a Goodie Mob első tagjait: Big Gipp, T-Mo, Khujo és Cee Lo 1995-ben együtt jelentették meg Soul Food című bemutatkozó albumukat. A lemezt kedvező kritika fogadta, Cee Lo a "Cell Therapy" és "Soul Food" számokkal aratott elismerést. A csoport második lemeze, a Still Standing 1998-ban jelent meg. A harmadik album, World Party (1999) készítésekor vált ki Cee Lo, és kezdte meg szólókarrierjét.

### Szólókarrier
1999-ben Cee Lo közreműködött Santana Supernatural című albumán. Első két saját lemeze az Arista kiadónál jelent meg: a Cee-Lo Green and His Perfect Imperfections és Cee-Lo Green... Is the Soul Machine a Dungeon Family-örökség jegyeit viselte magán, déli soul/funk/jazz elemekkel. Az albumok gyenge eladásokat produkáltak, a második szólóalbum után Cee Lo a Gnarls Barkley tagjaként ért el sikereket, és csak 2010-ben jelentetett meg újra önálló albumot. A Fuck You! 2010. augusztus 19-én, a YouTube-on jelent meg és rövid idő alatt siker lett, egy hét alatt kétmilliószor tekintették meg. A single a brit sikerlista első helyén nyitott, és decemberre öt Grammy-jelölést, valamint számos arany- és platinalemezt aratott.
2010. novemberben jelent meg The Lady Killer című stúdióalbuma, amely a Fuck You! sikerének köszönhetően szintén jól teljesített az Egyesült Államokban és a nemzetközi sikerlistákon.

### Gnarls Barkley
A Gnarls Barkley, Cee Lo Green és Danger Mouse (Brian Burton) kettőse a formáció nevét Charles Barkley kosárlabdázó iránti tiszteletből választotta. Első albumuk, a St. Elsewhere 2006-ban jelent meg, melyről a Crazy című szám világsikert aratott, többszörös platinalemez lett és több díjat is nyert. Második albumuk 2008-ban jelent meg The Odd Couple címmel.

## Albumok
Goodie Mob
- 1995: Soul Food
- 1998: Still Standing
- 1999: World Party
- 2003: Dirty South Classics

Dungeon Family
- 2001: Even in Darkness

Gnarls Barkley
- 2006: St. Elsewhere
- 2008: The Odd Couple

Szóló
- 2002: Cee-Lo Green and His Perfect Imperfections
- 2004: Cee-Lo Green...Is the Soul Machine
- 2006: Closet Freak: The Best of Cee-Lo Green the Soul Machine
- 2010: What part of forever
- 2010: The Lady Killer
- 2010: Fuck You! (cenzúrázott változat: Forget You)
- 2011: Bright Lights, Bigger City

## Dalok
- Crazy
- Fuck You!
- It's OK
- Bright Lights, Bigger City

## Tv- és filmszerepek
Cee Lo a Goodie Mob tagjaival együtt kisebb szerepet kapott a Mystery Men – Különleges hősök című vígjátékban (1999). Szinkronszínészként Godzilla hangját adta a Robot Chicken animációs sorozat egy epizódjában (2007). Jack Black-kel együtt énekelte a Kung Fu Fighting című klasszikus dal részben újraírt változatát a Kung Fu Panda végefőcíme alatt (2008). 2011 januárjában az NBC-n sugárzott Saturday Night Live élő szórakoztató műsorban szerepelt. Jelenleg az NBC-n futó The Voice zenei tehetségkutató műsor egyik mentora.
Az Amerikai Fater c. animációs sorozat egyik epizódjában narrátorként tűnik fel, pontosabban nem beszélve, hanem énekelve meséli el a történetet.
Hetedik évad (A pilotot is beszámítva nyolcadik évad.), első rész, Hot tube - a gyilkos pezsgőfürdő

## Díjak
- 2006, MTV European Music Awards, Legjobb dal (Crazy) és Future Sounds Díj
- 2007, Grammy-díj: Best Urban/Alternative Performance (Crazy).
- 2007, Grammy-díj: Best Alternative Music Album (St. Elsewhere).
- 2011, Grammy-díj: Best Urban/Alternative Performance (Fuck You!).
- 2011, Brit Awards: Legjobb külföldi férfi előadó.

## További információ
- Hivatalos oldal
- Cee Lo Green a Facebookon
- Cee Lo Green a PORT.hu-n (magyarul)
- Cee Lo Green az Internetes Szinkronadatbázisban (magyarul)
- Cee Lo Green az Internet Movie Database-ben (angolul)
- Hivatalos oldal
- YouTube-csatorna

## Fordítás
- Ez a szócikk részben vagy egészben  a   Cee Lo Green című angol Wikipédia-szócikk fordításán alapul.  Az eredeti cikk szerkesztőit annak laptörténete sorolja fel. Ez a jelzés csupán a megfogalmazás eredetét és a szerzői jogokat jelzi, nem szolgál a cikkben szereplő információk forrásmegjelöléseként.